# Innokenti Fiodorovitch Annenski
Innokenti Fiodorovitch Annenski (em russo: Инноке́нтий Фёдорович А́нненский; Omsk, 20 de agostojul./ 1 de setembro de 1855greg. – São Petersburgo, 30 de novembrojul./ 13 de dezembro de 1909greg.) foi um poeta russo. Simbolista, influenciado por Baudelaire, Verlaine e Mallarmé e admirado pelos poetas pós-simbolistas, é um clássico em seu país. Suas obras foram: Canções tranqüilas (1904), Cofre de ciprestes (1910).

## Biografia
Annensky nasceu na família de um funcionário público em Omsk em 1º de setembro [OS 20 de agosto] de 1855. Em 1860, ainda criança, foi levado para São Petersburgo. Annensky perdeu os pais cedo e foi criado na família de seu irmão mais velho, Nikolai Annensky, um proeminente narodnik e ativista político.
Em 1879, Annensky se formou no departamento de filologia da Universidade de São Petersburgo, onde se concentrou em linguística histórico-comparativa. Tornou-se professor e ensinou línguas clássicas e estudos de literatura antiga em um ginásio em Tsarskoe Selo. Ele serviu como diretor desta escola de 1886 até sua morte em 1909. Nikolai Gumilev se formou nesta escola e chamou Annensky de "o último dos cisnes de Tsarskoe Selo".
Annensky estava um pouco relutante em publicar seus poemas originais e ganhou notoriedade com suas traduções de Eurípides e os simbolistas franceses. De 1890 até sua morte em 1909, ele traduziu todas as obras de Eurípides do grego antigo. No início dos anos 1900, Annensky escreveu uma série de tragédias inspiradas nas da Grécia antiga: Melanippe, o Sábio (1901), Rei Ixion (1902), Laodamia (1906) e Thamyris, o Citarode (1913).
Como crítico literário, Annensky publicou o Livro de Reflexões e o Segundo Livro de Reflexões sobre romancistas, poetas e dramaturgos russos e europeus. Seus ensaios às vezes eram chamados de "prosa crítica" por causa do valor artístico desses textos. Durante seus últimos meses, Annensky trabalhou como editor do jornal Apollon de Sergei Makovsky, no qual publicou alguns ensaios sobre teoria da poesia. Nikolai Gumilev valorizou muito esses trabalhos teóricos e considerou Annensky o primeiro verdadeiro acmeísta.
Na história literária, Annensky é lembrado principalmente como um poeta. Começou a escrever poesia na década de 1870, mas não a publicou. Ele decidiu não publicar nenhuma obra até os 35 anos, conselho que foi dado por seu irmão mais velho, Nikolai. Sua primeira coleção de poemas, intitulada Quiet Songs, foi publicada em 1904 sob o pseudônimo de Nik. T.-o (ou seja, Никто, "Ninguém" em russo). Como Annensky era diretor de uma escola pública na época, publicar esse trabalho de vanguarda com seu nome verdadeiro teria sido controverso. O livro recebeu elogios moderados dos principais simbolistas, alguns dos quais não suspeitavam que Annensky fosse o autor. O segundo livro de Annensky,Тhe Cypress Chest (1910), é sua coleção mais conhecida de poesia. Muitas de suas peças inéditas foram posteriormente editadas e lançadas postumamente na década de 1920 por seu filho, Valentin Krivich.

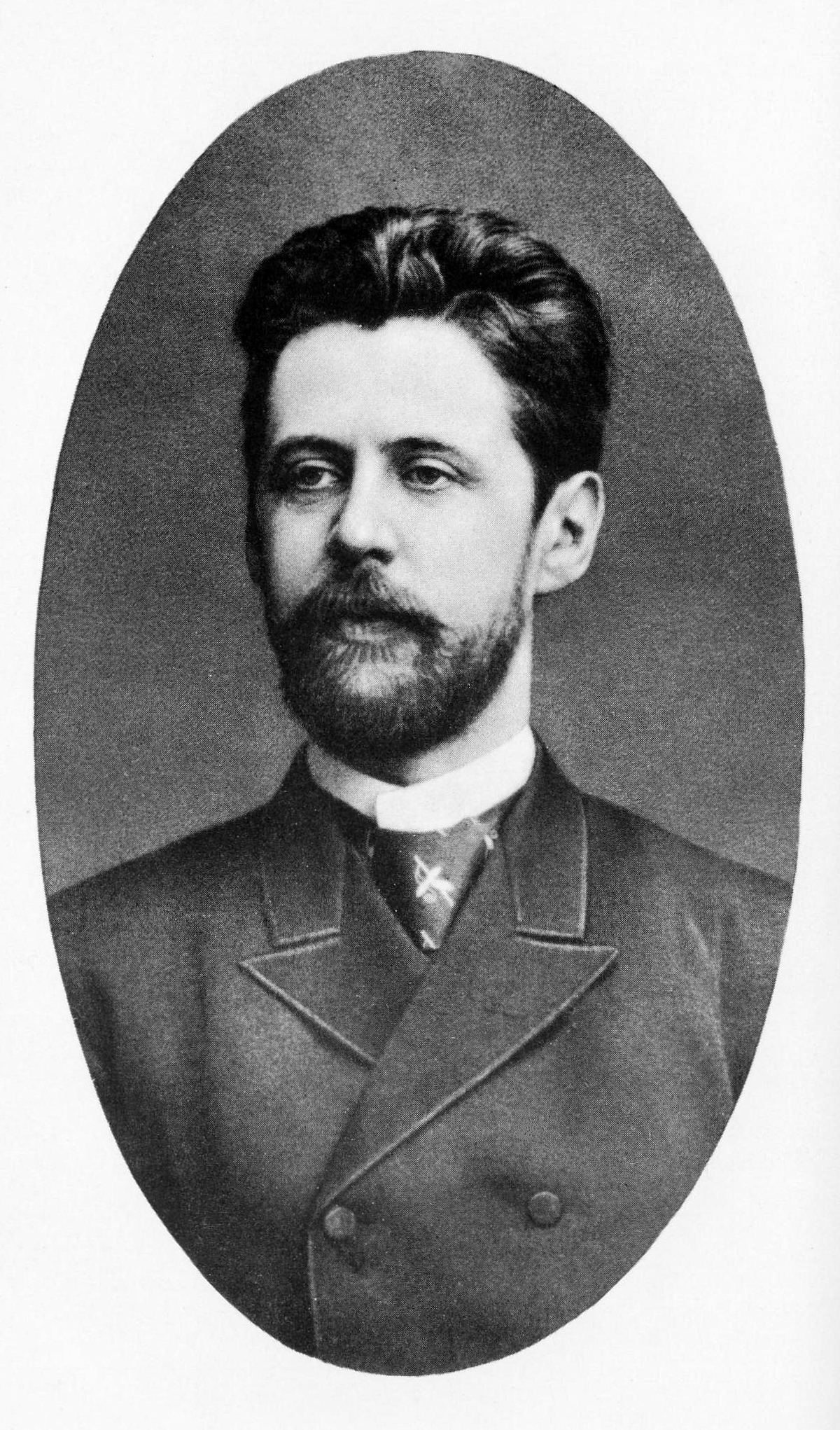
Innokentij Annenskij na juventude.

Em 13 de dezembro [OS 30 de novembro] de 1909, enquanto se dirigia a uma reunião para discutir um ensaio inédito sobre Eurípides na Sociedade de Filologia Clássica, Annensky morreu de ataque cardíaco na estação ferroviária de Tsarskoe Selo, em São Petersburgo.

## Avaliação poética
Annensky se interessou pelo simbolismo e acompanhou seu crescimento tanto na Europa quanto na Rússia. Isso, aliado ao seu conhecimento da poesia, pode ser visto em seus versos. Setchkarev, autor do primeiro estudo crítico de Annensky, afirma que Annensky era provavelmente o "mais pessimista dos simbolistas russos". Annensky via a vida como um "encantamento perverso" e um pesadelo infeliz que ele sabia que terminaria em morte. As especificidades e incógnitas da morte levantam questões dentro do simbolismo.poesia, e tem uma posição particularmente forte na poesia de Annensky. Ele sentiu que a vida não era nada sem o conceito inescapável de morte e escreveu muitas vezes sobre símbolos da vida e do tempo.
Abaixo estão os poemas "October Myth" e "Tears Fall in My Heart" de Annensky e do simbolista francês Verlaine, respectivamente. "October Myth" mostra o estilo poético de Annensky enquanto se inspira em "Tears Fall in My Heart", mostrando um contraste entre a poesia de Annensky e o simbolismo francês.

## Legado
- O asteroide 3724 Annenskij, descoberto pelo astrônomo soviético Lyudmila Juravliova em 1979, foi nomeado em sua homenagem.
- Pedra memorial para Innokenty Annensky em Omsk, Rússia (criada em 2008).